# Dyrsjön
Dyrsjön är en sjö i Malung-Sälens kommun i Dalarna och ingår i Dalälvens huvudavrinningsområde. Sjön är 8,5 meter djup, har en yta på 0,235 kvadratkilometer och är belägen 441,1 meter över havet. Vid provfiske har abborre och lake fångats i sjön.

## Delavrinningsområde
Dyrsjön ingår i det delavrinningsområde (673068-137287) som SMHI kallar för Utloppet av Nissången. Medelhöjden är 445 meter över havet och ytan är 9,83 kvadratkilometer. Räknas de 7 avrinningsområdena uppströms in blir den ackumulerade arean 46,33 kvadratkilometer. Sångan (Tvärån) som avvattnar avrinningsområdet har biflödesordning 4, vilket innebär att vattnet flödar genom totalt 4 vattendrag innan det når havet efter 405 kilometer. Avrinningsområdet består mestadels av skog (57 procent) och sankmarker (26 procent). Avrinningsområdet har 1,04 kvadratkilometer vattenytor vilket ger det en sjöprocent på 10,6 procent.